# زاحفات منجلية
الزاحفات المنجلية (الاسم العلمي:†Drepanosauridae) هي فصيلة منقرضة من الزواحف تتبع أصنوفة أشباه الزاحفات المنجلية من ثنائيات الأقواس.

## التصنيف
- أسرة †زاحفات طويلة الأطراف
  - †زاحفة طويلة الأطراف
  - †الزاحفة المنجلية